# Боги Калон
Боги Калон (тадж. Боғи Калон, бывший Бохкалон) — село в составе сельской общины Гули Сурх Истаравшанского района. Расстояние от села до центра города составляет 3 км. Население — 4382 человека (2017).